# أونالاسكا (جزيرة)
جزيرة أونالاسكا Unalaska Island هي جزر من ضمن مجموعة جزر فوكس في الجزر الأليوتية الواقعة في الغرب من ولاية ألاسكا الأمريكية. 
تبلغ مساحتها 2720 كم مربع. طولها 79 كم وعرضها 55 كم.
تقع مدينة أونالاسكا على جزء منها وعلى جزء من جارتها الجزيرة أماكناك حيث يقع ميناء داتش Dutch Harbor.
بلغ تعداد السكان وفق إحصاء 2000 حوالي 1759 نسمة.
وهي ثاني أكبر جزيرة في مجمعة جزر فوكس والجزر الأليوتية. ويتميز الخط الساحلي لها بكثرة البواغيز وأشباه الجزر.